# Rytidosperma pumilum
Rytidosperma pumilum är en gräsart som först beskrevs av Thomas Kirk, och fick sitt nu gällande namn av Henry Eamonn Connor och Elizabeth Edgar. Rytidosperma pumilum ingår i släktet kängurugräs (släktet), och familjen gräs. Inga underarter finns listade i Catalogue of Life.